# Vrouwen tegen Verkrachting
De Nederlandse groep Vrouwen Tegen Verkrachting (VTV) werd opgericht in 1975. Actiegroepen als Man Vrouw Maatschappij (1968) en Dolle Mina (1970) maakten mogelijk dat er een persoonlijke en politieke bewustwording van vrouwen op gang kwam. Vrouwen Tegen Verkrachting wilde zich bezighouden met hulpverlening aan verkrachte vrouwen. Ze kwam in verzet tegen het (seksueel) geweld dat tegen vrouwen gebruikt werd, ook binnen het huwelijk.
De groep was gevestigd aan het vrouwenhuis in de Twijstraat in Utrecht, en verder in Amsterdam, Rotterdam en Nijmegen. In Gent was Moniek Darge actief. Een van de oprichters was de advocate Gabi van Driem.
Deze groep komt, net als Blijf van m'n lijf, voort uit het Jongeren Adviescentrum (JAC Amsterdam). Ongeveer een jaar later na het ontstaan van VTV wordt de groep Vrouwen Tegen Seksueel Geweld (VTSG) opgericht, die zich in tegenstelling tot VTV niet richt op hulpverlening maar zich profileert als actiegroep.
De afdeling in Gent bestond slechts kort en ging ten onder aan heftige discussie over de vraag of pornografie verboden moest worden. Het ene kamp hing het standpunt aan dat porno de oorzaak van verkrachting zou zijn en daarom verboden moest worden. Het andere kamp zag porno eerder als een uitlaatklep.
In 1983 werd VTV een zelfstandig onderdeel binnen de stichting Tegen Haar Wil

## Activiteiten en visie
Vrouwenmishandeling en verkrachting waren bij de oprichting van VTV geen nieuwe problemen, maar het was wel nieuw om dit openlijk te bespreken. Zelfbeschikking over het eigen lichaam was een van de thema's van de tweede feministische golf. Niet alleen gold dat voor zwangerschap en abortus, maar ook voor verkrachting en aanranding.
Via affiches werden vrouwen opgeroepen om contact te zoeken in onder meer de volgende gevallen:
- bij aanranding of verkrachting
- voor juridisch en medisch advies
- als de vrouw niet alleen naar het ziekenhuis of de politie wilde
- bij ergernis over nafluiten

De VTV had ook een telefonische hulplijn.
Ook vroeg de groep aandacht voor verkrachtingen door op plaatsen waar een vrouw verkracht was de leus "hier is ook een vrouw verkracht" te schilderen.